# ÜberSoldier
ÜberSoldier – gra komputerowa osadzona w realiach II wojny światowej.

## Fabuła
Partyzanci przygotowali obławę, w wyniku której ginie bohater gry, Karl Stolz, oficer Wehrmachtu. Po śmierci jego ciało poddano eksperymentowi – chciano stworzyć armię NadŻołnierzy, którzy są niemal niezniszczalnymi i bezlitosnymi maszynami do zabijania.